# Mixomelia producta
Mixomelia producta är en fjärilsart som beskrevs av George Francis Hampson 1907. Mixomelia producta ingår i släktet Mixomelia och familjen nattflyn. Inga underarter finns listade i Catalogue of Life.